# Волгоградский алюминиевый завод
Волгогра́дский алюми́ниевый заво́д или ВгАЗ — предприятие алюминиевой промышленности, расположенное на севере города Волгограда, в Тракторозаводском районе. Одно из ведущих предприятий Волгоградской области, седьмой по величине алюминиевый завод в России. Входил в список крупнейших компаний России по объёму реализации продукции в 1997 и 1998 годах (115 и 133 место соответственно). По одной из оценок стоимость предприятия в 2004—2006 годах составляла 162 миллиона долларов.
Персонал завода по состоянию на 2020 год составляет около 1,5 тысяч человек.

## История
22 декабря 1950 года правительство приняло решение о строительстве в Сталинграде алюминиевого завода производительностью 110 тысяч тонн металла в год. Одним из главных факторов размещения предприятия такого рода в Волгограде стала 
дешёвая электрическая энергия от Волжской ГЭС, поскольку производство алюминия является очень энергоёмким, а стоимость электроэнергии, вырабатываемой на ГЭС — низкая. Возведение корпусов предприятия началось в 1955 году. 26 января 1959 года бригадой В. И. Попова был произведён первый сталинградский алюминий.
В 1961 году на базе завода создан цех по производству алюминиевых порошков, паст и пудр. В 1962 году впервые в стране были введены в эксплуатацию электролизеры на 150 кА. Новое поколение волгоградских электролизеров на силу тока 130, 150 кА явилось прототипами электролизеров на Братском и Красноярском алюминиевых заводах. В 1963 году введены в эксплуатацию цех анодной массы и корпус алюминия высокой частоты (АВЧ). В 1972—1989 годах в корпусе № 8 проводятся испытания сверхмощного электролизера с обожжёнными анодами на силу тока 260 кА, конструкция которого была впоследствии установлена на Таджикском и Саяногорском алюминиевых заводах.
В 1992 году Волгоградский алюминиевый завод переименован в открытое акционерное общество «Волгоградский алюминий». Приватизация предприятия прошла в несколько этапов. С 8 февраля по 21 марта 1993 года проходил чековый аукцион, на котором акции предприятия могли приобрести все желающие. С 1 июля 1994 года начался этап денежной приватизации, в рамках которого был реализован пакет акций акционерного общества открытого типа Волгоградский «алюминий».
В период с 1994 по 1997 годы предприятие переживает кризис, связанный с общей экономической ситуацией в стране. Были потеряны хозяйственные связи, как следствие в снабжении сырьём и материалами случались частые перебои. Росли тарифы на электроэнергию и железнодорожные перевозки. Была нехватка оборотных средств. Всё это поставило завод под угрозу закрытия.
После приватизации значительная часть акций предприятия принадлежала Сибирско-Уральской алюминиевой компании (СУАЛ) и структурам, представляющих интересы Александра Бронштейна. В 2002 году между этими крупнейшими акционерами была достигнута договорённость об объединении активов в форме присоединения предприятий к СУАЛу. Присоединение началось в сентябре 2004 года и закончилось в декабре 2005 года. В марте 2007 года активы СУАЛа были объединены с активами компании «Русский алюминий» и швейцарской торговой компании Glencore в компанию Русал. В состав Русала вошёл и завод.
В ноябре 2013 года завод прекратил выпуск продукции, производство было законсервировано. Причиной стали низкие мировые цены на алюминий при росте тарифов на электроэнергию. Количество сотрудников сократили с 3 тысяч до 400.
В марте 2015 года стало известно о том, что на территории Волгоградского алюминиевого завода планируется наладить выпуск обожжённых анодов.
22 марта 2017 года губернатор региона Андрей Бочаров, генеральный директор Русала Владислав Соловьёв и генеральный директор Русгидро Николай Шульгинов подписали меморандум о сотрудничестве, направленном на возобновление электролизного производства на предприятии. Согласно документу, стоимость электроэнергии для алюминиевого завода должна быть существенно снижена, что сделает экономически возможным возобновить электролизное производство на предприятии.
В 2017 году предприятие осуществило перезапуск электролизного производства после консервации. В 2018 году снова работали оба корпуса электролиза.
В 2024 году завод проводит экологическую модернизацию электролизного производства, в рамках которой в электролизном корпусе № 5 внедряется система автоматической подачи сырья. В планах — внедрение технологии «Экологический Содерберг», снижающей количество вредных выбросов в атмосферу и повышающей энергоэффективность процессов, создан опытный участок для отработки этой технологии.
С 2016 по 2018 год на промплощадке реализован проект производства обожжённых анодных блоков, которое в настоящее время вышло на проектные показатели.
В литейном производстве установлена линия резки «SERMAS»[что?], что позволило предприятию значительно расширить номенклатуру выпускаемой продукции.
На ВгАЗе ведутся наблюдения за состоянием окружающей среды; на постоянной основе проводятся мероприятия по снижению экологической нагрузки от производственной деятельности.
В 2019 году завод приобрёл передвижную экологическую лабораторию. В том же году в ВолГТУ была открыта лаборатория Русала.
В начале 2020 года на заводе была модернизирована печь по прокалке кокса. В марте предприятие подписало с ВолГТУ соглашения о сотрудничестве. В конце весны предприятие готовится к запуску алюминиевых протекторов.

## Производство
Производство состоит из двух корпусов электролиза, участка производства солей фтористой кислоты, двух литейных отделений, отделения гомогенизации, участка переплава, участка производства анодной массы и «зелёных анодов»[каких?], участка прокалки кокса, отделения обжига анодных блоков.
В 2003 году объём производства составил около 150 тысяч тонн первичного алюминия.
Мощность электролизного производство составляет 69 тысяч тонн в год; литейного — 115 тысяч тонн в год; производство анодной массы — 150 тысяч тонн в год; производство обожжённых анодов — 104 тысячи тонн в год.
На заводе производят первичный алюминий в виде чушек и слитков, алюминиевые сплавы, порошки, пудры и гранулы.
До консервации в 2013 году являлся одним из основных загрязнителей атмосферы в городе, в районе завода наблюдалась повышенная концентрация фторида водорода и формальдегида. Годовой выброс вредных веществ составлял 22,9 тысячи тонн в год, что превышало предельно допустимые выбросы на 4,6 тысячи тонн в год.

## Потребители
Автомобильная, упаковочная, электротехническая промышленность, строительство, энергетика

## Руководство
Директора:
- Прихожаев, Дмитрий Николаевич (1952—1962)
- Клюкин, Алексей Петрович (1962—1965)
- Эпштейн, Александр Михайлович (1965— 1977)
- Бойченко, Виктор Владимирович (1977—1986)
- Беляев, Виктор Васильевич (1986— 1993)
- Паленко, Анатолий Иванович (1993—1997)
- Алешин, Алексей Евгеньевич (1997—2002)
- Владимир Вячеславович Ефимов (2002[37] — апрель 2006[38]);
- Рагозин Леонид Викторович (июнь 2006[38] — 2013)
- Моисеев Юрий Валентинович (ноябрь 2013 года[39]—январь 2022)
- Фоминых Артем Сергеевич (февраль 2022 года - март 2023 года)
- Белотелов Александр Юрьевич (с октября 2023 года)

## Награды
- Орден Трудового Красного Знамени — 1971 год.

### Комментарии
1. ↑  Например, по заявлению директора завода Владимира Ефимова, в 2005 году завод потреблял 2,6 миллиарда кВт/час электроэнергии, а доля электроэнергии в себестоимости продукции составляла 30 %[9]. В 2013 году по заявлению пресс-службы Русала доля электроэнергии выросла до 40 %[10].